# Хирамагомедов, Гамзат Сапиюлаевич
Гамзат Сапиюлаевич Хирамагомедов (род. 25 ноября 1993 года) — российский самбист, призёр чемпионатов России и Европы по боевому самбо, мастер спорта России. Боец смешанных единоборств. 20 сентября 2013 года провёл свой первый бой против Александра Мамонова, который выиграл в первом раунде техническим нокаутом (удары). По состоянию на декабрь 2021 года Хирамагомедов провёл 10 боёв, из которых 9 выиграл (5 нокаутов, 2 сдачей и 3 решением судей) и один проиграл (удушение сзади).

## Спортивные результаты
- Чемпионат мира по ММА (Прага 2015[1]) —
- Чемпионат России по боевому самбо 2014 года — ;
- Чемпионат России по самбо 2018 года — ;

## Статистика ММА
| Результат | Рекорд | Соперник           | Способ                                         | Турнир                                           | Дата             | Раунд | Время | Место                   | Примечание                           |
| --------- | ------ | ------------------ | ---------------------------------------------- | ------------------------------------------------ | ---------------- | ----- | ----- | ----------------------- | ------------------------------------ |
| Поражение | 9-2    | Даурен Ермеков     | Техническим нокаутом (удары)                   | Eagle FC 48 - Naiza FC 41                        | 16 июля 2022     | 2     | 2:06  | Актау, Казахстан        | Защитил титул GFC/EFC в среднем весе |
| Победа    | 9-1    | Джулиано дел Вигна | Нокаутом (удар)                                | Eagle FC 43: Дакаев - Зайнуков                   | 10 декабря 2021  | 1     | 1:54  | Москва, Россия          |                                      |
| Победа    | 8-1    | Анатолий Сафронов  | Техническим нокаутом                           | Krepost Fight Club Krepost Fighting Championship | 14 декабря 2019  | 1     | 1:10  | Сочи, Россия            |                                      |
| Поражение | 7-1    | Глачо Франка       | Сабмишном (удушение сзади)                     | PFL 1: сезон 2019                                | 9 мая 2019       | 1     | 4:06  | Нью-Йорк, США           |                                      |
| Победа    | 7-0    | Джэ Янг Ким        | Техническим нокаутом (остановка доктором)      | ACB 90 Moscow                                    | 10 ноября 2018   | 3     | 0:58  | Москва, Россия          |                                      |
| Победа    | 6-0    | Алексей Буторин    | Сабмишном (удушение гильотиной)                | ACB 77 Abdulvakhabov vs. Vartanyan               | 23 декабря 2017  | 1     | 2:59  | Москва, Россия          |                                      |
| Победа    | 5-0    | Алекс де Паула     | Решением (единогласным)                        | ACB 67 Cooper vs. Berkhamov                      | 19 августа 2017  | 3     | 5:00  | Грозный, Россия         |                                      |
| Победа    | 4-0    | Бахтияр Аббасов    | Техническим нокаутом (удары коленями и руками) | EFN - Fight Nights Petersburg                    | 23 октября 2015  | 1     | 1:23  | Санкт-Петербург, Россия |                                      |
| Победа    | 3-0    | Рашид Умахмадов    | Сабмишном                                      | Ryazan MMA Federation Flash Fight 3              | 5 апреля 2014    | 1     | 0:00  | Рязань, Россия          |                                      |
| Победа    | 2-0    | Ильгар Ширифов     | Решением (раздельным)                          | Fight Nights - Krepost Selection 3               | 15 февраля 2014  | 2     | 5:00  | Москва, Россия          |                                      |
| Победа    | 1-0    | Александр Мамонов  | Техническим нокаутом (удары)                   | Fight Nights - Krepost Selection                 | 20 сентября 2013 | 1     | 2:03  | Москва, Россия          |                                      |